# 澳洲银耳
澳洲银耳（学名：Tremella australiensis）是属于银耳目银耳科银耳属的一种真菌，丛生、群生于阔叶林中的阔叶树倒木上。该种分布于中国、澳大利亚。
种加名 australiensis 意为“澳大利亚的”。